# Аль-Кастал
Аль-Кастал или Кастель — в прошлом арабская деревня в окрестностях Иерусалима. Известен как место ключевого сражения («Битва за Кастель») операции «Нахшон», состоявшегося здесь в апреле 1948 года в ходе Войны за независимость Израиля, в котором израильтяне одержали победу над арабами. Место гибели Абда аль-Кадира аль-Хусейни, командира Армии Священной войны.
Сегодня из старых построек в деревне сохранился дом мухтара (деревенского старосты), где был один из укреплённых пунктов евреев при обороне деревни. Дом находится в центре национального парка «Кастель».
1. ↑  شراب م. م. ‎⁨معجم بلدان فلسطين ⁩ (араб.) — دمشق: دار المأمون للتراث, 1987.